# Ježov (Morávia do Sul)
Ježov é uma comuna checa localizada na região de Morávia do Sul, distrito de Hodonín.